# Biserica „Sfântul Nicolae” din Horești
Biserica „Sf. Nicolae” este o biserică amplasată în Horești, raionul Ialoveni, Republica Moldova. Este un monument arhitectural de importanță națională inclus în Registrul monumentelor Republicii Moldova ocrotite de stat cu nr. 727 (raionul Ialoveni). Datează din 1865.